# Syntrechalea neblina
Espèce
Syntrechalea neblina est une espèce d'araignées aranéomorphes de la famille des Trechaleidae.

## Distribution
Cette espèce est endémique de l'Amazonas au Brésil,. Elle se rencontre sur le Pico da Neblina à São Gabriel da Cachoeira.

## Description
Le mâle holotype mesure 6,22 mm, sa carapace mesure 3,32 mm de long sur 2,90 mm de large et l'abdomen 3,73 mm de long et la femelle paratype 6,22 mm, sa carapace mesure 2,57 mm de long sur 2,55 mm de large et l'abdomen 3,90 mm de long.

## Étymologie
Son nom d'espèce lui a été donné en référence au lieu de sa découverte, le Pico da Neblina.

## Publication originale
- Silva & Lise, 2010 : Two new species and new records of Syntrechalea (Araneae:Lycosoidea: Trechaleidae) from Brazil. Zoologia (Curitiba),vol. 27, no 3, p. 408-412 (texte intégral).